# El Bokisucio
El Bokisucio es el primer mixtape del cantante puertorriqueño de reguetón Luigi 21 Plus, el cual fue publicado el 15 de noviembre de 2010 por Flow Music y NelFlow Records. Contó con las colaboraciones de J Álvarez, Arcángel, Dálmata, Geo Guanábanas, entre otros.

## Lista de canciones
- Adaptados desde TIDAL.[3]

| N.º   | Título                                                        | Duración |  |
| 1.    | «Intro»                                                       | 2:23     |  |
| 2.    | «Darte pa' bajo»                                              | 2:59     |  |
| 3.    | «Echa pa' ca» (con J Álvarez)                                 | 3:32     |  |
| 4.    | «Yo se»                                                       | 3:20     |  |
| 5.    | «A mi manera» (con Juno)                                      | 4:02     |  |
| 6.    | «Sendo tajo»                                                  | 3:48     |  |
| 7.    | «Ganas de»                                                    | 2:53     |  |
| 8.    | «Solo queda su piel» (con DJ Wassie)                          | 3:46     |  |
| 9.    | «Hello»                                                       | 3:04     |  |
| 10.   | «Gata oficial» (con Arcángel)                                 | 3:54     |  |
| 11.   | «Bellakona» (con Clandestino & Yailemm)                       | 4:06     |  |
| 12.   | «No hablar malo»                                              | 3:09     |  |
| 13.   | «Bellakera» (con Dálmata)                                     | 3:32     |  |
| 14.   | «Es la cosa»                                                  | 3:14     |  |
| 15.   | «Sendo mamón»                                                 | 3:41     |  |
| 16.   | «Solos tu y yo»                                               | 2:41     |  |
| 17.   | «Este pasto» (con Geo Guanábanas, Benyo El Multi y J Álvarez) | 4:28     |  |
| 58:32 |                                                               |          |  |